# George Munro
George Munro, o Monro (Clonfín, 1700 – Albany, 3 novembre 1757), è stato un militare britannico di origine irlandese.
Il suo nome è legato all'assedio di Fort William Henry nel 1757 durante la Guerra franco-indiana, ed al massacro che le sue truppe subirono, dopo la resa del forte, ad opera degli indiani alleati dei francesi durante la marcia di ritirata verso Albany. L'evento fu reso famoso dallo scrittore statunitense James Fenimore Cooper nel suo romanzo L'ultimo dei Mohicani, nel quale Munro è il padre delle due ragazze protagoniste, Alice e Cora (figlie che sono dei personaggi immaginari).

## Biografia

### Primi anni di vita
George Munro è nato a Clonfin, nella contea di Longford, in Irlanda, da una famiglia militare scozzese. Suo padre era il colonnello George Munro Sr., famoso per la sua vittoria nella battaglia di Dunkeld nel 1689. Monro divenne tenente del reggimento di Otway nel 1718 e alla fine fu introdotto nella massoneria. Nel 1750 Munro era stato promosso a tenente colonnello.

### Guerra dei sette anni
Nel 1756, Munro e il suo alleato massone Christopher Gist si riunirono ad Albany, dove Gist rivelò che lungo il fiume, nel loro territorio, si trovava una fortezza francese. Temendo che i francesi stessero pianificando un assalto a New York, Munro convinse Gist ad aiutarlo a catturare il forte.

### Assedio di Fort William Henry
Nel 1757, Munro era stato assegnato al comando di Fort William Henry, che era minacciato dai soldati francesi e dai coraggiosi Abenachi sotto il comando del generale Louis-Joseph de Montcalm. La fortezza venne assediata il 2 agosto, con la resa di Munro sette giorni dopo. Come parte dei termini della resa, al colonnello e ai suoi uomini fu permesso di tenere i loro moschetti e un cannone, ma senza munizioni, e furono rilasciati la mattina successiva per poter passare a Fort Edward. Tuttavia, all'insaputa dei francesi, gli Abenachi tramarono per tendere un'imboscata al colonnello e ai suoi uomini mentre si ritiravano. Sopravvissuti all'imboscata, Munro e le truppe rimanenti raggiunsero una nave vicina e salparono per mettersi in salvo.

### Morte
Dopo l'assedio a Fort William Henry, Munro preparò le difese della città di Albany. Il 3 novembre 1757, i francesi iniziarono l'attacco ad Albany; Munro prese il comando di Fort Frederick. Dopo la caduta del forte, l'uomo si diresse a una nave ancorata al porto per scappare. Tuttavia, lungo la strada fu attaccato e ferito a morte da un soldato francese, che lo lasciò a morire in una casa in fiamme. Munro fu portato fuori dalla casa dai suoi uomini, che però non riuscirono a guarire il colonnello morente dalle sue ferite.

## Curiosità
• George Monro appare nel videogioco del 2014 Assassin's Creed: Rogue, in cui fa parte dell'ordine dei templari ed è un alleato del protagonista Shay Patrick Cormack.